# Alušta

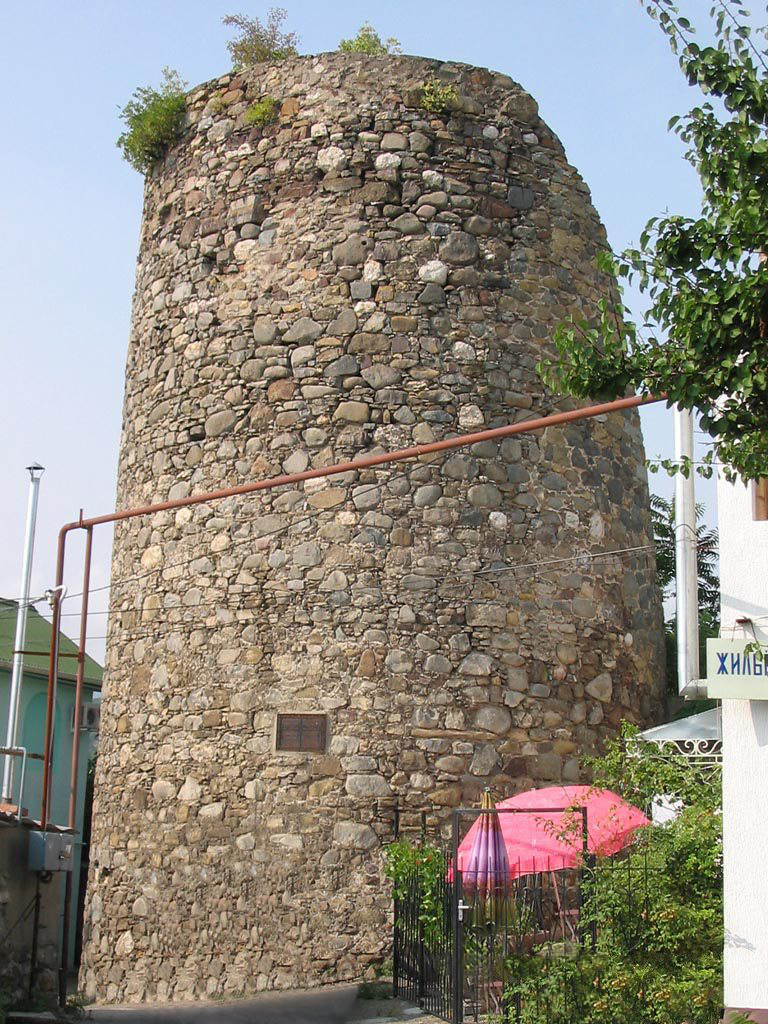
Torre genovese del XV secolo

Alušta (in ucraino e in russo Алушта?) è una località turistica della penisola di Crimea situata sulla costa del mar Nero. La sua popolazione è di 31.364 abitanti al 2021.
La zona di Alušta è nota per la sua conformazione rocciosa. Si trova lungo il percorso della filovia Simferopoli-Alušta-Jalta.
Fu fondata nel VI secolo dall'imperatore Giustiniano. La città era chiamata Aluston durante la dominazione bizantina e Lusta durante la dominazione genovese. Vi sono ancora vestigia di torri difensive bizantine e genovesi.
Il poeta polacco Adam Mickiewicz dedicò due dei suoi Sonetti crimei ad Alušta.
È gemellata con le città di Santa Cruz, California e con Dzierżoniów, Polonia.

## Popolazione
Dati demografici, etnici e linguistici, secondo il censimento dell'anno 2001:
| Nazionalità       | Numero abitanti | Dato percentuale |
| ----------------- | --------------- | ---------------- |
| Russi             | 35.030          | 71,6             |
| Ucraini           | 11.987          | 23,2             |
| Tartari di Crimea | 3.081           | 5,9              |
| Bielorussi        | 743             | 1,4              |
| Armeni            | 223             | 0,4              |
| Moldavi           | 104             | 0,2              |
| Azeri             | 102             | 0,2              |
| Tatari            | 93              | 0,2              |
| Polacchi          | 85              | 0,2              |
| Georgiani         | 72              | 0,2              |
| Ebrei             | 71              | 0,1              |